# Tiger Eyes
Tiger Eyes è un film del 2012 diretto da Lawrence Blume, basato sull'omonimo romanzo di Judy Blume, adattato per il cinema dalla stessa autrice con il regista.

## Trama
Dopo la tragica morte del padre durante un tentativo di rapina nel suo negozio, la diciassettenne Davey è costretta dalla madre a trasferirsi insieme a lei e al fratello minore Jason da Atlantic City a Los Alamos, nel Nuovo Messico, presso gli zii Bitsy e Walter, dove si ritrova in un ambiente sconosciuto, lontana dai propri amici e dall'amato oceano, e priva del supporto della madre sopraffatta da quanto accaduto e incapace di reagire. 
Il rapporto con Wolf, nativo americano poco più grande di lei, sarà determinante nell'aiutarla a compiere il processo di elaborazione del lutto, raggiungere una nuova maturità e riprendere a vivere a pieno.